# Yuri Chkadua
Yuri Chkadua (del ruso: Юрий Чкадуа) fue un escultor abjasio, nacido el 28 de febrero de 1939 en Sujumi por entonces capital de la República Socialista Soviética de Abjasia y fallecido en octubre de 2009 en Moscú.

## Datos biográficos
Artista de la Unión Soviética, estudió Bellas Artes en Tiblisi

## Obras
Chkadua es autor de numerosas obras entre las cuales la más famosa es la escultura de la madre doliente , instalada en el cementerio de Bzyb en memoria de los fallecidos en la Gran Guerra Patria (1941-1945).
El escultor es también coautor del Memorial a la tragedia de Lat del año 1992, y coautor del monumento a Nestor Lakoba en Gudauta.
En los últimos años de su vida trabajó en el monumento al poeta clásico abjasio Iua Kogonia.